# Anita Degeling
Anita Degeling is een personage in de VTM-televisieserie Familie. Het personage wordt gespeeld door Nathalie Wijnants.

## Overzicht
Anita is inspecteur bij de lokale politie. Ze wordt door Pierrot Van den Bossche aangesproken om de verdwijning van zijn moeder, Rita Van den Bossche, te onderzoeken. In tegenstelling tot haar collega's, beschouwt zij de zaak wel als onrustwekkend en bijt ze zich er werkelijk in vast. Hoe meer ze over Rita te weten komt, des te gedrevener ze te werk gaat. Toch boekt ook zij niet meteen resultaat.
Na de brand bij VDB Electronics en de moord op Rob Gerrits, stelt onderzoeksrechter Lepez haar aan om samen met hem de feiten te onderzoeken. Al snel komen Lepez en Degeling erachter dat Rita iets met de zaak te maken heeft. Hun onderzoek komt in een stroomversnelling, wanneer Rita plots weer opduikt. Ze wordt gearresteerd en door het politieduo op de rooster gelegd. Net als Lepez geeft Degeling aan ervan overtuigd te zijn dat Rita schuldig is, hoewel haar vastberadenheid eerder schijn lijkt. Ze wil haar vaak norse overste, die wel zeker van zijn stuk is, in geen geval iets in de weg leggen.
Wanneer de zaak rond de moord en brandstichting wordt afgerond, verdwijnt Degeling uit beeld. Later keert ze weer terug wanneer Niko Schuurmans betrokken raakt bij een reeks gewapende overvallen. Ze wil maar moeilijk geloven dat Niko's aandeel in de zaak zeer beperkt was, maar hij kan haar er wel van overtuigen dat zijn vriendin Mieke Van den Bossche ernstig gevaar loopt. Degeling plaatst Mieke onder politiebewaking en zet alles op alles om de ontsnapte bendeleider Glenn De Bock op te sporen. Wanneer die bewaking na een tijd wordt stopgezet, wordt Mieke alsnog door Glenn ontvoerd. Mieke en Niko worden op het nippertje van de dood gered door Steve Schuurmans, die Glenn neerschiet. Anita is niet te spreken over deze heldendaad en wil Steve vervolgen voor verboden wapenbezit, maar uiteindelijk wordt toch besloten om die klacht te laten vallen.
Rond diezelfde tijd is Anita Degeling belast met het onderzoek naar valpartij van Marie-Rose De Putter en Caroline De Meester, waarbij deze laatste het leven liet. Degeling maakt duidelijk dat ze de piste van moord niet uitsluit, en plaatst Marie-Rose onder arrest. De familie is hierover niet te spreken, maar begint zelf hoe langer hoe meer te twijfelen. Uiteindelijk vinden Peter Van den Bossche en Mathias Moelaert een bewijs dat Marie-Rose kan vrijplijten. Degeling beseft dat Caroline de enige schuldige is en sluit het onderzoek af. Hierna verdwijnt ze weer uit beeld.